# Liksuri
Liksuri (grčki: Ληξούρι, ) je dugi po veličini grad na otoku Kefalonija, iz arhipelaga Jonski otoci na zapadu Grčke. 
Grad leži na poluotoku Paliki na zapadu otoka, u zaljevu Argostoli nasuprot najvećeg otočnog grada Argostolija.

## Povijest
Liksuri je nastao u 16. stoljeću kad su se naseljenici s obližnjeg Paleokorija (Pali, Πάλη) počeli spuštati iz svog naselja u brdima na obalu zaljeva Arostoli.
Najstariji zapis o naselju je pismo iz 1534. upućeno mletačkom senatu kojem se stanovnici Liksurija žale na neke stvari.
Oko 1800. Liksuri ima oko 5000 stanovnika, gotovo je jednako velik kao Agrostoli na suprotnoj stani zaljeva, sjedište je katoličkog biskupa, okružnog suda i zdravstvene uprave za otok. U Liksuriju je 1836. godine osnovana Filharmonija i muzička škola Pali, na tradiciji Jonske muzičke škole. 
Prvi zabilježeni veći potres pogodio je Liksuri 3. siječnja 1867., tad je porušeno 1 000 kuća, dok po drugom izvještaju samo dvanaest kuća ostalo je neoštećeno, a 200 ljudi je poginulo.
Težak potres koji je pogodio Kefaloniju 23. siječnja 1867. srušio je sve stare građevine u Liksuriju, tako da je današnji Liksuri novo naselje, podignuto nakon toga. Od 1990-tih počinje intenzivni razvoj turizma, izgradnjom velikih hotela južno od grada uz plaže.

## Infrastruktura, transport
Liksuri ima nekoliko osnovnih i srednjih škola i jednu višu, ekspozituru Tehnološko edukacijskog instituta - TEI Jonskih otoka s dva odjela, poslovna administracija i akustika. Od javnih institucija ima knjižnicu s muzejom Lakovatejos, i od 2003. kazalište.
Liksuri ima malu luku, s redovitim brodskim linijama za; Argostoli (trajekt u sezoni vozi svaki sat), Patras i Kilini na Peloponezu. 

## Vanjske poveznice
- Službene stranice Lixourija  Arhivirana inačica izvorne stranice od 8. ožujka 2009. (Wayback Machine) (grč.)
- GTP Travel Pages - Lixouri (engl.)

## Također pogledati
- Kefalonija